# 凱蒂·格萊姆斯
凱蒂·格萊姆斯（英語：Katie Grimes，2006年1月8日—）是一名出生於美國內華達州的游泳運動員，代表美國參加2020年夏季奧林匹克運動會游泳比賽女子800米自由泳項目。